# Мая Марияна
Мая Марияна (гражданско име на сръбски: Маријана Радовановић) е родена на 9 ноември 1972 г., в Белград, Сърбия. Тя е популярна попфолк певица, която е имала голям успех в бившите югославски страни. Има издадени 11 албума, откакто е започнала своята кариера през 1992 г.

## Дискография

### Студийни албуми
- Ja nisam devojka lutalica (1992)
- Bio mi je dobar drug (1993)
- Posle nas (1994)
- Vrati se, rođeni (1996)
- Pukni srce (1997)
- Il me ljubi, il me ubi (1999)
- I ne pamtiš (2001)
- Vezanih očiju (2003)
- Škorpija (2005)
- Žena zmija (2008)

### Компилации
- Hitovi (1993)

- Други песни

1. Višnjičica (1997)
2. Crni panter (2006)
3. Haos (2010)
4. Za tugu su narodnjaci zakon (2011)
5. Šampion (2011)
6. Manijak (2012)